# Classe Shin'yō

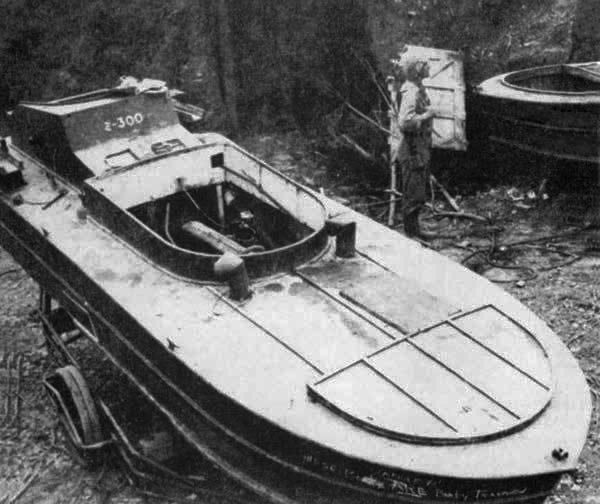
Lancha suicida japonesa tipo Shin'yō en 1945.

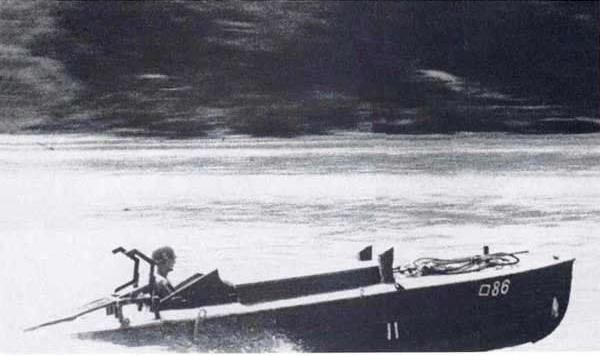
Una Shin'yō siendo probada por un militar estadounidense.

As Shin'yō (震洋, maremoto) foram  lanchas usadas para ataques suicidas desenvolvidas durante a Segunda Guerra Mundial. Fizeram parte do extenso programa de Unidades especiais de ataque japonesas.

## Características
As lanchas shin'yō eram manejadas por um único homem, alcançando uma velocidade de cerca de 55 km/h. Normalmente eram equipadas com duas cargas de profundidade, ou uma carga explosiva no casco. As lanchas equipadas com cargas de profundidade não eram consideradas de todo barcos suicidas, já que a ideia era lançar cargas de profundidade e virar antes da explosão. De qualquer forma, a onda de choque e a subsequente coluna de água eram capazes de matar a tripulação, ou pelo menos inundar do barco alvo, enquanto que um pequeno número de tripulantes que motorizavam as lanchas de ataque sobreviveram.
Cerca de 6.200 Shin'yō foram criados para a Marinha Imperial Japonesa, e cerca de 3.000 Maru-ni para o Exército Imperial Japonês. Cerca de 400 foram transportados para Okinawa e Taiwan, sendo o restante armazenado nas costas japonesas como uma última defesa contra a invasão das principais ilhas.